# Meule au soleil
Meule au soleil est un tableau de Claude Monet réalisé en 1891. Il fait partie de la série des Meules. 
Le jeune Kandinsky, qui le voit à Moscou avant son départ pour l'Allemagne, se dit totalement fasciné par le tableau. Il l'évoque par la suite comme une révélation de la place relative de la représentation de l'objet dans la peinture. L'œuvre est désormais dans les collections du Kunsthaus de Zurich.

## Contexte
L'exposition à Paris de 15 tableaux de la série des Meules ouvre le 4 mai 1891. Organisée par Durand-Ruel, elle constitue un événement très attendu des collectionneurs. Le 4 avril, Pissarro écrit à son fils Lucien : 

« Pour le moment on ne demande que des Monet. Il paraît qu'il n'en fait pas assez. Le plus terrible, c'est que tous veulent avoir des Meules au soleil couchant ! Toujours la même routine, tout ce qu'il fait part pour l'Amérique à des prix de quatre, cinq, six mille francs. »

Les critiques sont enthousiastes et les ventes sont immédiates. Mais Monet n'a pas pu présenter toutes les œuvres qu'il a commencées car Ernest Hoschedé, malade, est décédé le 23 avril. Alice et ses enfants, qui vivent avec Monet depuis plusieurs années, sont bouleversés. Meule au soleil ne sera livré à Durand-Ruel qu'en juillet et celui-ci en fait l'acquisition. Le tableau fait partie des envois à l'Exposition d'art français organisée par la Croix-Rouge à Moscou en 1896.

## Évocation par Kandinsky
Dans son livre, Regards sur le passé, dont la première version paraît en 1913, Vassily Kandinsky affirme sa détermination à poursuivre sa démarche vers l'abstraction, alors que les attaques contre le chef de file du blaue Reiter qu'il est devenu se multiplient. Plus que des mémoires, l'ouvrage est un livre de justification et d'explication de son projet artistique. Il évoque la vue de ce tableau, lors de l'exposition de Moscou, comme étant un événement qui l'a marqué profondément. Dérouté par sa propre perception d'alors, il en vient à s'interroger sur la véritable place de l'objet dans la représentation picturale. Il écrit:
« Et soudain, pour la première fois, je voyais un tableau. [...] Je sentais confusément que l'objet faisait défaut au tableau. [...] je fus incapable de tirer les conclusions élémentaires de cette expérience. Mais ce qui m'était parfaitement clair, c'était la puissance insoupçonnée de la palette qui m'avait jusque-là été cachée et qui allait au-delà de tous mes rêves. La peinture en reçut une force et un éclat fabuleux. Mais inconsciemment aussi, l'objet en tant qu'élément indispensable du tableau en fut discrédité. » 

## Parcours de l'œuvre
Exposé par la suite en Allemagne et en Grande-Bretagne, le tableau fait partie de plusieurs collections privées avant d'être acquis en 1969 par le Kunsthaus de Zurich. 